# スーパーサッカー (TBSのサッカー番組)
『スーパーサッカー』（英：SUPER SOCCER）は、TBS系列で1993年10月3日から2021年3月29日まで放送されていたサッカー情報番組。当項目はこの番組の母体となったブロックネット番組の『速報 Jリーグ』、更に全国ネット化されて以後の一連の『スーパーサッカーシリーズ』についてまとめて触れる。

## 題名の遍歴
- 開始当初からの1年間　ネスレ日本1社提供の『ネスレ（ネッスル）・スーパーサッカー Jリーグエクスプレス』
- 1994年10月から1998年9月　スポンサーの冠を外した『スーパーサッカー Jリーグエクスプレス』
- 1998年10月3日から2002年3月31日　『スーパーサッカー』（第1期）
- 2002年4月7日から2009年3月29日　『J-SPORTS SUPER SOCCER PLUS』（2008年以降はタイトルロゴから「J-SPORTS」の文字が消えている）
- 2009年4月5日から2010年3月28日　スポーツニュース番組『S☆1』に内包され『S☆1・スパサカ』。
- 2010年4月3日から2011年3月26日　『スーパーサッカー J（ジェー）』
- 2011年3月29日から2015年3月24日『スーパーサッカー』（第2期）
- 2015年4月4日から2017年3月24日『スーパーサッカー J+（ジェー・プラス）』（BS-TBSのみ）
- 2017年10月2日から2021年3月29日まで『スーパーサッカー』（第3期＝単独番組としての放送を終了）
- 2021年4月2日から 『S☆1 SUPER SOCCER Sunday Night』（『S☆1』への内包体制が日曜版で復活）

## 概要
日本国内や海外のサッカー情報を紹介する番組で、Jリーグの土曜日開催試合ダイジェストや、海外リーグの強豪チームの試合のダイジェストを放送するほか、選手インタビュー・選手たちにスポットを当てたバラエティ企画なども放送。
1993年5月16日（Jリーグ開幕の翌日）から9月27日までの毎週日曜日未明（土曜深夜、JNNスポーツ&ニュースの直後枠）に、TBS、静岡放送、毎日放送などJリーグチーム所在地のJNN系列局で放送されていた番組『速報Jリーグ』をリニューアルする形で放送を開始。当時からベースボール・マガジン社の「サッカーマガジン」が協力し、同誌編集長（当時）の千野圭一や伊東武彦、元編集長の大住良之などがたびたび出演している。
人気司会者の生島ヒロシを起用、西田ひかるやビートたけしが出演するなど、「バブル」とも揶揄されたJリーグの爆発的人気拡大への貢献度は高かった。その後、観客動員の減少などで現れた人気の衰退に伴って他テレビ局のJリーグ番組が終了しても同番組は継続して、三井ゆりや白石美帆などの人気タレントを輩出し、徳永英明（音楽家）や加藤浩次（極楽とんぼ。キャスター・俳優としても活躍）など異色のキャスターを起用するなど、視聴率競争の激しい週末のスポーツ番組の中でも異彩を放つ番組であった。単に試合の詳細を伝えるだけでなく、ビートたけしをレギュラー（VTR出演）させるなどして、サッカーバラエティの要素を兼ね備えた体裁を整えたことも番組の繁栄につなげた。
2009年3月までは、0時からの放送（野球中継をはじめとするスポーツ中継の延長など、都合によっては1時か2時を過ぎることもある）にもかかわらず、安定した視聴率を維持し続けていた。
2009年4月の大型番組改編で週末の一般ニュースとスポーツニュースが『S☆1』に統合されたことに伴い、1年間は『S☆1スパサカ』として放送。しかし、28分間という短い時間に、サッカー情報とスポーツニュースはおろか一般ニュースまで詰め込まれたことによりサッカー報道は質量とも低下し、視聴率は低迷した。サッカーファンからは単独番組としての復活を求める声が高まったが、逆にTBS局内では番組終了が検討され、一時は正式決定の寸前まで至ったが、Jリーグからの公認番組認定などの支援が得られる事になり、辛うじて番組の存続が決まった。
2010年4月からは土曜日未明（金曜日深夜）に枠異動して単独番組として復活したが、番組がローカルセールス枠扱いになったため、ネット局が減少している。5大都市圏ではTBS以外は放送終了。それ以外はJリーグのチームが属する一部の地域の系列局だけに留まり、スタジオもバーチャルセットとなる。ロゴも9年ぶりに一新された。
2011年4月からは更に火曜日未明（月曜日深夜）に枠移動させ、タイトルも従来の『スーパーサッカー』に戻し、ネット局もTBS、テレビ山梨、静岡放送の3局のみと事実上の「ブロックネット」に再縮小となった。この時からブルドッグをマスコットにしたタイトルが登場する。収録スタジオがTBS放送センターのEスタジオへ変更となり、スタジオセットがBS-TBSの報道番組「NEWS21 サタデースコープ」「NEWS21 サンデースコープ経済版」と兼用（Eスタジオ常設セット）となる。
2012年4月17日から放送時間が9分繰り下げになる。
2001年1月のリニューアルから使用されている番組タイトルロゴに描かれた星は、放送を100回迎えるごとに増えた。2009年3月に単独番組としての放送を終了した時の星の数は7つ。なお、星を冠したロゴは『S☆1スパサカ』にも引き継がれ、2010年春の改編による土曜深夜枠から撤退、金曜深夜のローカル枠に移動、降格するまで9年間の長きに亘り使用され続けた。
かつては、生放送だったが、これ以降加藤の出演する朝のワイド番組「スッキリ!!」（日本テレビ系）との関係もあり、月曜日の昼に収録(加藤は「スッキリ!!」終了後にTBSに移動して収録)、収録翌日未明に撮って出し＜完全パッケージ＞放送となっている。2015年3月24日の放送をもって枡田絵理奈がTBSを退職するのに伴い卒業し、火曜未明（月曜深夜）のシリーズは終了となった。
2015年4月4日の放送から土曜未明（金曜深夜）に復帰し、地上波のほか、BS-TBS（BSでは初放送）で同月3日から地上波での放送前日23時から23時30分に先行放送（基本は撮って出しだが、BSでの放送初日を含め、生放送の場合もあった）を開始（したがって地上波で放送されるものは、BSの実質再放送であるが、一部の内容はBS版から差し替えられる場合もある）。新アシスタントとして国山ハセンと宇垣美里（両氏とも当時TBSアナウンサー）が加わる。また収録スタジオはEスタジオから、スポーツのメインスタジオとして使用されているPスタジオへと変更された。BSでは『スーパーサッカー J+』というタイトルで、2010年3月の地上波ネット終了以来5年ぶりとなる全国放送再開となったが、BSでの先行放送は2017年3月24日放送分を以って終了し、再び地上波のみの放送となった。BSでの最終回は、加藤ら4人が視聴者への別れの挨拶と最終回となる旨の告知をしている。なお、地上波でのネット局は5局となっており、「速報Jリーグ」開始時から継続してネット受けしている系列局は静岡放送のみである。
2015年6月27日放送をもって、小倉隆史が名古屋グランパスエイトゼネラルマネージャー補佐就任に伴い、それに専念する都合により番組を卒業した。
2017年4月3日の放送から月曜未明（日曜深夜）に枠移動となる。それと同時に放送形態も事前収録（録って出し）から再び生放送へ変更されたものの、数か月で以前のように放送数時間前に事前収録する形に戻った。なお、月曜未明移行後は国政選挙時に開票速報が行われる場合は放送休止になる。この放送から北海道放送がネット受けを開始した。
2017年10月2日（放送日付上は1日）放送分から、放送時間が30分繰り上がり午前0時50分スタートとなる。
2020年9月28日には、前日終了したテレビ朝日の『やべっちFC〜日本サッカー応援宣言〜』に際し、番組公式twitter内で終了をねぎらう縦読みコメントを掲載した。
単独番組としては27年半にわたって放送されてきたが、2021年3月29日未明（28日深夜）放送分で終了。翌週（4月5日未明）からは、前枠番組『S☆1』（日曜版）の放送枠を（TBSおよび一部ネット局で）8分拡大したことに伴って、全国ネットで放送される同番組のサッカーニュース・企画コーナー（「S☆1 SUPER SOCCER Sunday Night」）として再スタートを切った。放送上は、1993年に始まった単独番組時代からの継続扱いで、タイトルロゴにも「SINCE 1993」という文字を掲示。また、『S☆1』キャスターの上村彩子（TBSアナウンサー）は単独番組時代最後期（2017年4月以降）の『スーパーサッカー』サブキャスターを兼務していたため、「S☆1 SUPER SOCCER」も福田正博（単独番組時代に一時コメンテーターとして出演）とのコンビで進行している。
なお、日本サッカー協会では単独番組としての終了に際して、『やべっちFC』に続いて感謝状を贈呈。2021年4月26日未明の「S☆1 SUPER SOCCER」内で、田嶋幸三会長名での感謝状が披露された。

## 出演者

### 歴代キャスター・コメンテーター
| 期間 | 期間       | キャスター | キャスター            | キャスター            | コメンテーター                      |
| 期間 | 期間       | メイン     | 女性サブ              | 男性サブ              | コメンテーター                      |
| --- | ---------- | ---------- | --------------------- | --------------------- | ----------------------------------- |
| 1993.10.3 | 1993.12.26 | 生島ヒロシ | 西田ひかる1           | 清水大輔              | 金田喜稔 小見幸隆                   |
| 1994.1.9 | 1994.3.27  | 生島ヒロシ | （不在）              | 清水大輔              | 金田喜稔 小見幸隆                   |
| 1994.4.3 | 1994.9.25  | 生島ヒロシ | （不在）              | 清水大輔              | （不在）                            |
| 1994.10.2 | 1996.11.24 | 生島ヒロシ | 三井ゆり              | 清水大輔              | （不在）                            |
| 1996.12.1 | 1998.9.27  | 生島ヒロシ | 三井ゆり              | 清水大輔              | 水沼貴史                            |
| 1998.10.4 | 2000.12.24 | 生島ヒロシ | 白石美帆2             | 土井敏之3             | 水沼貴史                            |
| 2001.1.7 | 2001.5.19  | 徳永英明   | 白石美帆2             | 土井敏之3             | 水沼貴史                            |
| 2001.5.26 | 2001.9.30  | （不在）   | 白石美帆2             | 土井敏之3             | 水沼貴史                            |
| 2001.10.7 | 2002.3.31  | 加藤浩次   | 白石美帆2             | 土井敏之3             | 水沼貴史                            |
| 2002.4.7 | 2003.3.30  | 加藤浩次   | 白石美帆2             | 土井敏之 初田啓介4    | 水沼貴史                            |
| 2003.4.6 | 2004.3.28  | 加藤浩次   | 白石美帆2             | 佐藤文康 有馬隼人3・4 | 水沼貴史                            |
| 2004.4.4 | 2005.12.25 | 加藤浩次   | 白石美帆2             | 佐藤文康              | 水沼貴史 高木琢也                   |
| 2006.1.8 | 2006.1.29  | 加藤浩次   | 白石美帆2             | 佐藤文康              | 福田正博                            |
| 2006.2.5 | 2006.3.26  | 加藤浩次   | 白石美帆2             | 佐藤文康              | 福田正博 相馬直樹 小島伸幸 小倉隆史 |
| 2006.4.2 | 2006.12.24 | 加藤浩次   | 白石美帆2             | 佐藤文康              | 小倉隆史                            |
| 2007.1.7 | 2009.3.29  | 加藤浩次   | 加藤未央              | 佐藤文康              | 小倉隆史                            |
| 2009.4.5 | 2010.3.28  | 加藤浩次   | 枡田絵理奈5           | 山本匠晃5             | 小倉隆史                            |
| 2010.4.4 | 2011.1.30  | 加藤浩次   | 枡田絵理奈 木下優樹菜 | （不在）              | 小倉隆史                            |
| 2011.2.6 | 2015.3.29  | 加藤浩次   | 枡田絵理奈            | （不在）              | 小倉隆史                            |
| 2015.4.5 | 2015.6.28  | 加藤浩次   | 宇垣美里              | 国山ハセン7           | 小倉隆史                            |
| 2015.7.5 | 2017.3.26  | 加藤浩次   | 宇垣美里              | 国山ハセン7           | ローテーション制6                   |
| 2017.4.2 | 2019.9.29  | 加藤浩次   | 上村彩子8             | 国山ハセン7           | ローテーション制6                   |
| 2019.10.6 | 2021.3.28  | 加藤浩次   | 上村彩子8             | 渡部峻                | ローテーション制6                   |
| 備考 - 1 レギュラーゲストとして出演。 - 2 2002年4月から2006年9月まで日曜日の『J-SPORTS』と兼任。 - 3 『ブロードキャスター』スポーツコーナーを兼務。 - 4 サッカー関連の話題以外の土曜日のスポーツニュースを担当。 - 5 『S☆1』2日間レギュラーとして出演（枡田は2012年3月まで）。 - 6 主にチェーザレ・ポレンギ（スポーツライター）、福田、三浦（淳）が多い。 - 7 2017年4月から2019年9月まで、『アッコにおまかせ!』を兼務。 - 8 『S☆1』を兼務。 - コメンテーターが複数の時期は週替わりで出演していた。 |            |            |                       |                       |                                     |

### ナレーター
- 堀場亮佑

過去
- 佐野文俊
- 杉山真也（TBSアナウンサー）
- 辻谷耕史 - 2009年3月まで（担当開始時期は不明）

VTRの内容によっては、辻谷・安元以外のナレーターが担当する場合もあった。
- 安元洋貴

全国ネット時代は「SS THE WORLD」のみ担当
- 佐藤文康（TBSアナウンサー）

全国ネット時代は生ナレーション（顔出し）も担当

## 放送時間の変遷
| 期間      | 期間      | 放送日 （TBS）        | 放送時間 （日本時間） | 備考 |
| --------- | --------- | --------------------- | --------------------- | --- |
| 1993.10.3 | 2002.3.31 | 日曜日 （土曜日深夜） | 0:00 - 0:30（30分）   | |
| 2002.4.7  | 2009.3.29 | 日曜日 （土曜日深夜） | 0:00 - 0:45（45分）   | 『J-SPORTS スーパーサッカーPLUS』として放送。 |
| 2009.4.5  | 2010.3.28 | 日曜日 （土曜日深夜） | 0:30 - 0:58（28分）   | 『S☆1スパサカ』として放送。 |
| 2010.4.3  | 2011.3.26 | 土曜日 （金曜日深夜） | 0:55 - 1:25（30分）   | TBS・東北放送・テレビユー山形・テレビ山梨・静岡放送・山陽放送・山陰放送・大分放送の8局ネット。                                                                   |
| 2011.3.29 | 2012.4.3  | 火曜日 （月曜日深夜） | 1:25 - 1:55（30分）   | TBS・テレビ山梨・静岡放送・中部日本放送の4局ネット。 |
| 2012.4.17 | 2015.3.24 | 火曜日 （月曜日深夜） | 1:34 - 2:04（30分）   | TBS・テレビ山梨（のちに水曜日未明〈火曜日深夜〉に時差ネット）・静岡放送の3局ネット。                                                                             |
| 2015.4.4  | 2017.4.1  | 土曜日 （金曜日深夜） | 1:25 - 1:55（30分）   | TBS・テレビユー山形（放送再開）・テレビ山梨・信越放送（放送再開）・静岡放送の5局ネット。 地上波での放送に先駆けて、前日23:00 - 23:30にBS-TBSでの先行放送を実施。 |
| 2017.4.3  | 2017.9.25 | 月曜日 （日曜日深夜） | 1:20 - 1:50（30分）   | TBS・北海道放送（放送再開）・テレビ山梨・信越放送・静岡放送の5局ネット。                                                                                         |
| 2017.10.2 | 2021.3.28 | 月曜日 （日曜日深夜） | 0:50 - 1:20（30分）   | 2018年7月16日（15日深夜）より中国放送、2019年2月18日（17日深夜）より大分放送で放送再開。 2020年10月5日（4日深夜）より北海道放送で放送再々開。                    |

## ネット局
2021年1月現在
| 放送対象地域 | 放送局            | 系列    | 放送日時                     | ネット状況 |
| ------------ | ----------------- | ------- | ---------------------------- | ---------- |
| 関東広域圏   | TBSテレビ（TBS）  | TBS系列 | 月曜 0:50 - 1:20（日曜深夜） | 制作局     |
| 北海道       | 北海道放送（HBC） | TBS系列 | 月曜 0:50 - 1:20（日曜深夜） | 同時ネット |
| 宮城県       | 東北放送（TBC）   | TBS系列 | 月曜 0:50 - 1:20（日曜深夜） | 同時ネット |
| 山梨県       | テレビ山梨（UTY） | TBS系列 | 月曜 0:50 - 1:20（日曜深夜） | 同時ネット |
| 長野県       | 信越放送（SBC）   | TBS系列 | 月曜 0:50 - 1:20（日曜深夜） | 同時ネット |
| 静岡県       | 静岡放送（SBS）   | TBS系列 | 月曜 0:50 - 1:20（日曜深夜） | 同時ネット |
| 広島県       | 中国放送（RCC）   | TBS系列 | 月曜 0:50 - 1:20（日曜深夜） | 同時ネット |
| 大分県       | 大分放送（OBS）   | TBS系列 | 月曜 0:50 - 1:20（日曜深夜） | 同時ネット |
| 沖縄県       | 琉球放送（RBC）   | TBS系列 | 月曜 0:50 - 1:20（日曜深夜） | 同時ネット |

## 沿革
- 1993年5月16日　『速報Jリーグ』が放送開始。
- 1993年9月27日　同番組が放送終了。
- 1993年10月3日　同番組をリニューアルし、全国ネットの番組『ネスレ・スーパーサッカー Jリーグエクスプレス』として放送開始。ネスレマニュファクチャリング（当時はネッスル日本、現在はネスレ日本）の一社提供で、生CMも挿入された。
- 1993年12月　レギュラーゲストの西田が卒業。
- 1994年1月　ビートたけしが事前収録のVTRコーナーへ出演。金田喜稔や山際淳司と絡み、笑える番組として下地が出来た[4]。
- 1994年8月　ビートたけしがバイク事故を起こし約半年間の長期休養に入る。たけしが出演していたコーナーは事故後も同年8月6日から20日までの3週間は事故前に撮り溜めされていたVTRをそのまま放送。その翌週の27日から9月24日までは総集編で凌ぎ、そのうちの8月27日は選手からの励ましのコメントVTRも放送した。しかし、9月24日のコーナー最後で共演していた渡辺真理（当時TBSアナウンサー）より「たけしが回復・復帰するまでコーナーは休止する」という旨の発表があり、そのまま自然消滅。たけしは復帰後も本番組には出演していないため事実上の降板となった。
- 1994年10月　ネスレの冠提供撤退を含めたスポンサーの変更（このときから複数提供になる）により、企業冠なしの『スーパーサッカー』に改題。三井がアシスタントキャスターに就任。
- 1995年10月　水沼がゲストコメンテーターに就任（現役時代に初回のゲストとして出演）。当初は1 - 2ヶ月に1回の出演であったが、1996年12月よりレギュラーとなる。
- 1998年10月　アシスタントキャスターが三井から白石に、サブキャスターが清水から土井に交代。白石はこの番組でタレントデビュー。
- 2000年12月　生島が卒業。
- 2001年1月 徳永がメインキャスターに就任。
- 2001年7月　徳永がもやもや病（脳血管障害）のため降板（5月から休養中）。
- 2001年10月　極楽とんぼの加藤浩次がメインキャスターに就任。
- 2002年4月7日 『JNNスポーツ&ニュース』のスポーツニュースを『J-SPORTS』として内包するため放送時間を30分から45分に延長し、『J-SPORTS・スーパーサッカーPLUS』にタイトルを変更。（スポーツニュースを内包する構成は『S☆1・スパサカ』時代も踏襲）。スポーツニュース担当として初田が参加。
- 2003年4月　土井が『ウォッチ!』メインキャスターとなるため佐藤に交代。初田がスポーツ実況に専念するため有馬に交代。
- 2003年9月28日　通算500回。タイトルの星の数は5つとなった。
- 2004年3月　有馬がアメリカンフットボールの選手に復帰するためにTBSを退社したため降板。以後、2009年3月末まではサッカー以外のスポーツニュースも佐藤が担当する。
- 2004年4月　水沼とのローテーション（月1・2回程度）で高木が参加。
- 2003年10月5日　放送開始10周年。この頃から水沼のS級ライセンス取得に密着取材したコーナーがスタート（S級ライセンス取得後に伴い終了するが、後に監督に就任した際に一時的に復活した）。
- 2004年7月25日　メインキャスターである加藤浩次がフジテレビの『27時間テレビ』で27時間マラソンに挑戦中だったが出演（同行していた介助犬バリーも出演）。ただし、そのためもあって時間内にゴールできなかった。
- 2004年10月24日　前日夜に発生した新潟県中越地震の報道特別番組を放送するため、放送休止。
- 2005年10月16日　通算600回。
- 2006年1月8日　水沼が横浜F・マリノスコーチ、高木が横浜FCコーチ（その後、ともに監督に就任）に就任するため卒業。これで、番組初期からのレギュラー出演者が全て卒業。
- 2006年1月15日　福田がコメンテーターに就任。
- 2006年2月　相馬、小島、小倉がコメンテーターに就任し、週替わりで出演。
- 2006年4月　小倉がレギュラーコメンテーターに就任。
- 2006年12月24日　8年3ヶ月間にわたってレギュラーを務めた白石が卒業。
- 2007年1月7日　加藤未央がアシスタントキャスターに就任。
- 2007年9月30日　通算700回。
- 2008年6月1日　この日から期間限定で、ユーロ2008キャスターのベッキーがレギュラー出演。
- 2009年3月29日　単独番組としての放送を終了。加藤未央と佐藤が卒業。
- 2009年4月5日　スポーツニュース番組『S☆1』開始に伴い、『S☆1スパサカ』にリニューアル。放送時間は28分に縮小。同番組キャスターの枡田と山本が出演。
- 2010年3月28日　『S☆1スパサカ』としての放送を終了（1993年の番組開始から第823回、『S☆1』は継続）。
- 2010年4月3日　土曜日未明（金曜日深夜）に移動し、単独番組として復活。『スーパーサッカーJ』として再スタート。番組開始当初の原点に立ち返って、Jリーグと参加各クラブの全面監修・協力のもと、週末のJリーグ観戦に役立つ情報や選手のプレー技術解説、また選手の素顔の一面を披露するコーナーを設けた[5]。
- 2011年1月29日　前年4月以来「Jリーグ特命PR部長」として出演していた木下が卒業。
- 2011年3月12日 前日午後に発生した東北地方太平洋沖地震（東日本大震災）の報道特別番組を放送のため、放送休止。
- 2011年3月29日 火曜未明（月曜深夜）に枠移動・『スーパーサッカー』に再改題。一部地域では同年3月26日を以ってネット打ち切り。
- 2015年3月24日 6年間出演してきた枡田がTBS退社に向けた準備のため卒業[注釈 5]。
- 2015年4月4日 放送日を土曜未明（金曜深夜）に再移動。地上波放送の前日深夜23時に『スーパーサッカー J+』としてBS-TBSでの先行放送開始（実質5年ぶりの全国放送再開）。新たに国山、宇垣がレギュラー出演。
- 2015年6月28日 小倉が、古巣である名古屋グランパスエイトゼネラルマネージャー補佐に就任し、それへ専念することに伴い番組を卒業
- 2017年3月24日 BS-TBSでの放送が終了（地上波は継続）
- 2017年4月1日 2年間出演してきた宇垣が卒業。
- 2017年4月3日 放送日を月曜未明（日曜深夜）に枠移動。上村がレギュラー出演。
- 2017年10月2日 月曜未明（日曜深夜）枠のまま放送時間を30分繰り上げ。
- 2019年9月23日 4年半出演してきた国山が卒業。
- 2019年10月14日 渡部がレギュラー出演。

## テーマ曲
※印はエンディングテーマも兼ねているもの
- 「OLE!OLA!J!」：ウルトラス・J (1993年頃・スタジオ部分OP）サッカー中継のTM曲でもあった
- 「あなたは知らない」: 近藤名奈 (1994年) ※
- 「LOVE FOREVER」：DEEN (1995年頃)
- 「T・R・Y -RETURN TO YOURSELF-」：TWO-MIX (1996.1 - 1996.3)
- 「無限大の夢」：小嶋希代子 (1996.7 - 1996.9)
- 「さよならにあの日のMOON」：MANIA(1996.? - 1996.?)
- 「HONEY」：L'Arc〜en〜Ciel (1998. - 1998.9)※
- 「BODY MAKES STREAM」：TWO-MIX (1999.4 - 1999.6)
- 「BLACK」：SIAM SHADE（1999.7 - 1999.9）
- 「サイクリングビート330」：センチメンタル・バス（1999.10 - 1999.12）
- 「直感パラダイス」：Hysteric Blue（2000.1 - 2000.3）
- 「LOVE SAVER」：T.M.Revolution（2000.7 - 2000.9）
- 「どうしたい!!!」：大槻真希　（2000.10 - 2000.12）※
- 「call」：徳永英明（2001.1 - 2001.5）※
- 「COCOON」：PIERROT（2001.10 - 2002.3）※
- 「NEVER GIVE UP」：IMON RUSSELL（2002.4 - 2009.3）
- 「The steady-state theory」HUSKING BEE（2002年頃）※
- 「Shock of Love」：相川七瀬 (2003年頃)
- 「君は君でいたいのに」：徳永英明 (2003年頃)

2009.4 - 2010.3は「S☆1#番組テーマ曲」を参照
- 「Football j-lion」：海野勝久（2011.4 - 2015.3）
- 「Lolita」：ドレスコーズ（2012.12 - 2013.1）
- 「世界が終わる夜」：ACIDMAN（2014.10 - 2014.11）
- 「Fantasista」：Sensation（2015.4 - 2017.3）
- 「E」：tricot（2015.2 - 2015.3）
- 「シャドウ」：cinema staff（2015.4 - 2015.5）
- 「約束」：Lead（2015.10 - 2015.11）
- 「青春Yell」：E-yell（2016.10 - 2016.11）
- 「パトスとエートス」：Brian the Sun（2016.12 - 2017.1）
- 「敗者復活戦自由形」：PENGUIN RESEARCH（2017.2 - 2017.3）
- 「俺たちのララバイ」：LIFriends（2017.4 - ）
- 「深海飛行」：REALHEART'S（2017.6 -2017.7 ）※

## 番組内容

### 現在の内容
- サムライかわら版

2015年4月からの改題リニューアル後からスタートした番組のメインコーナー。その週のサッカー界を巡るトピックス、特にJ1リーグ、サッカー日本代表各カテゴリーやヨーロッパ主要リーグで活躍する日本人選手の話題を中心にヘッドライン形式で綴る。
- Jリーグ試合ダイジェスト

開催された試合の展開をそれぞれ事細かに放送。土曜放映時は同日開催のJ1の全試合（通常は6-7試合）をフォローし、日曜開催分は予告のみ。金曜への移動後は前週に行われた全試合を放送している他、当該週の週末に行われる試合の開催予告もする。また、カップ戦や週半ばのJリーグの情報も放送される。
J2は注目試合を1-2試合選んで放送し、他は結果・予定を字幕のみで表示。
1993年の番組開始以来、「Jリーグ(J1)の全ゴールを放送する」事を原則としていた。『S☆1・スパサカ』時代にはこれが崩れたが、『スーパーサッカーJ』では再開している。
2015年度の改編では、前週の試合ハイライトが放送されなくなった（ただし日程の都合で生放送前日の金曜日など、平日に試合が組まれていればその速報は入れる）が、その代わりとして、Jリーグの試合で特徴的なプレーについて詳しく振り返る「Jの深層」と、週末の試合の見どころを取り上げるコーナー「あしたのJ・いつだって明日は大一番」と題したコーナーが放送されていた。
2016年度の改編では、前週、ないしは週の中間に行われたJ1の試合から、特に印象的なゴールについて番組が2-3厳選し、そのゴールシーンに隠されたエピソードを選手当人にインタビューする「ゴールの真実」のコーナーが放送されている。
- 得点・アシストランキング
- 崖っぷちランキング

Jリーグ後半になる8月 - 9月ごろから設けられる、J1残留争いにスポットをあてたコーナー。
- オレのプスカシュランキング

2015年度の改編で新登場した企画。タイトルはFIFAプスカシュ賞にちなんでおり、プスカシュ賞に匹敵するスーパーゴールをJリーグの選手が、ヨーロッパ主要リーグ（まれにJリーグやFIFAワールドカップ予選などの国際Aマッチなども）の試合から選出して、そのゴールについて解説する。
- Jリーグ以外の国内サッカーに関する企画

2010年3月の『S☆1・スパサカ』最終回では、同年にJFLのツエーゲン金沢へ移籍した久保竜彦への取材を、その時の対戦相手だったFC町田ゼルビアの相馬直樹監督（当時）へのインタビューを交えて行った。
- 日本代表の試合ダイジェスト
- 日本代表を検証する企画
- 選手へのインタビュー企画

シーズンオフなどJリーグの試合のない時には選手らがゲストに駆けつける場合もある。1997年はJリーグ（J1）が17チームだったので、シーズン中でも試合のないチームから1名をゲストに招いた時期もある。
同企画で横浜F・マリノスの久保竜彦が加藤浩次相手に行ったインタビューでは、久保の極端な寡黙さにより異例の長時間収録となった。『S☆1・スパサカ』最終回では再び加藤による久保へのインタビューが行われた（既述）。
- ボレーの虎

小倉隆史と現役サッカー選手のボレーシュート対決。センタリングマシン（初代は“ベッカム君”、二代目は“くりろな君”）がゴール前に上げるボールを5回ずつ打ってゴール数の多い方が勝者（5回で決着がつかない場合は延長サドンデス）。ゴールキーパーが立つため、枠内に飛んでも止められた場合はゴールと認められない。（アニメ「タイガーマスク」のオープニング曲・エンディング曲をコーナー内で使用している。）
同コーナーに登場してボレーシュートを披露した柏レイソルの李忠成は、サンフレッチェ広島移籍後に出場したAFCアジアカップ2011の決勝戦（オーストラリア戦）で同様のボレーシュートにより決勝点を挙げ、同番組内などで話題となった。
この企画は、2012年1月に番組初のDVDソフト化されることが決定。
また、2012年のJリーグ中継、TBSチャンネルで放送される日の一部で、このボレーの虎を15分に編集したスピンオフの番組が放送される。小倉側のセンタリングを三浦淳寛が担当し、相手側はチームスタッフなどが担当する。
- フットサル企画

加藤浩次・小倉などの同番組出演者にラモス瑠偉などのゲストを交えて編成された「スパサカオールスターズ」チームと、現役選手などのスペシャルチームとの対戦。かつての番組チームは「コモエスタ赤坂」という名称を使っていた。2011年の年頭企画では澤穂希などのサッカー日本女子代表（なでしこジャパン）チームと対戦した。

### 過去の内容
- J-SPO

サッカー関連以外の土曜日のスポーツニュース。なお日曜日深夜に同タイトルの単独番組もあり、白石は3年近く野球キャスターを担当した。
- ビートたけしのスーパースター列伝
- ビートたけしのサッカー小僧

山際淳司、金田喜稔とのトーク。司会進行は渡辺真理。
- 越前屋俵太のサッカー向上委員会
- 三井ゆりのサッカー審判への道

日本サッカー協会の公認3級審判員資格を取得した。
- 23の翼 - ドイツW杯日本代表（候補）へのインタビュー企画（2006年1月 - 5月）
- 水沼貴史のKINGは俺だ!!(俺キン)（テーマソングにアニメ「闘将ダイモス」のオープニング曲である「立て!闘将ダイモス」（ささきいさお）を使っている）
  - スピードキングコンテスト（シュート速度の測定コンテスト）
  - バナナキングコンテスト（フリーキックの競演）
  - 水沼貴史のオレによこせ!!→ファンタジーキングII
- SSザ・ワールド（海外サッカー情報）

コーナー開始当初は放映権の制約が比較的緩い欧州各国の国内リーグ戦を中心に紹介していたが、その後はUEFAチャンピオンズリーグやUEFAヨーロッパリーグのグループリーグも映像で紹介した。

## 備考

### TBSテレビ及びその関連放送局のJリーグ中継体制
- TBSテレビと系列BS放送のBS-TBSでは、2002年度からJリーグの民間放送における包括的テレビ中継権（J.リーグ・パートナーTV）を持っており、「J-LEAGUE WIDE」という表題でBS-TBSでは毎節1 - 3試合(土曜日1 - 2試合、日曜日1試合)を中継しているほか、不定期で地上波でも中継が行われている。
- CS放送では、2002年度から2004年度までは「JNNニュースバード（現・TBSニュースバード）」から試合当日の録画中継（TBS、BS-TBSの生中継素材をそのまま使用）を中心に各節3・4試合中継していたが、2005年度からは「JNNニュースバード」に代ってTBSチャンネルで各節2・3試合の生中継（再放映あり）を中心に放送された（一部は従来同様TBS、BS-TBSの中継素材を利用する）。
- 2007年以後、Jリーグ中継の優先権がスカパー!に委譲し、主としてスカチャンでの生放送に特化された関係で、BS-TBS、TBSチャンネルとも原則的には各節1・2試合程度に縮小された。（基本的にはBS-TBSとTBSチャンネル同時。TBS地上波での中継がある時はBS-TBSは生中継せず、地上波とTBSチャンネルの同時中継）
- TBSのJリーグ中継の際はスパサカメンバーとゲストによる副音声の放送が行われることがある。その時TBSチャンネルでの放送の場合は別の解説者、実況アナウンサーに差し替えて放送することがある。

### 兄弟番組
- 2001年には兄弟番組として、関東ローカル及びBS-iで『スーパーサッカー toto倶楽部』という番組を放送していた。

### 取材での出来事
- 2005年にドイツで行われたコンフェデレーションズカップの取材で、現地のコーディネータが、キャスターの加藤浩次らを、フランクフルトにある大人の遊園地「ザ・パレス」に連れて行き、そこで加藤はセルビア・モンテネグロと「対戦」（加藤は既婚者）した。
  - この事実がフジテレビ『FNS25時間テレビ』内「真夜中の大かま騒ぎ」で暴露されたときに、同じ店で、佐野瑞樹（フジテレビアナウンサー）も、偶然アルゼンチンと「対戦」（当時、佐野は未婚でバツイチ）していたことが発覚し、各局でアナウンサー倫理・キャスター倫理が問われるきっかけとなった。
  - この問題は当時、菊間千乃（当時フジテレビアナウンサー）の未成年タレントへの飲酒問題など、アナウンサー倫理を問われることが続いていた一連の問題の一つであり、日本テレビアナウンサーを退職したばかりの福澤朗にも苦言をこぼされる始末となった[6]。

### ウェブサイト
- 2001年に本番組の公式サイトを開設し、現在も更新している。同サイト内では同年からのJリーグ（J1・J2）とJリーグカップの全試合の公式記録が記載されている。

### スーパーサッカー・THE MATCH SP
- TBSチャンネル（1・2）において、主に国際Aマッチにおいてのヨーロッパや南米の主要国の試合についての試合を随時放送するスピンオフ番組が実施されている。

## スタッフ
- 構成：牧田英士
- スチール：FOOTARTIST JUN
- CG：赤坂グラフィックスアート
- 写真：ゲッティ、アフロ
- TM：森哲郎
- TD：坂口司、山根卓也(以前は、CAM)、中野真悟、荒井隆之
- VE：宇都宮勝、大場貴文、木野内洋、姫野雅美、青柳陽子
- CAM：柿崎祐人、藤田栄治、吉田洸、寺尾昭彦、高島一宗、菅沼雄介、山口航
- 音声：石鍋邦広、清宮拓、宇野仁美、朝日拓郎、渡邉学
- 照明：永田泰二、中田学
- スタジオデザイン：岡嶋(島)正浩(以前は、デザイン)
- 美術プロデューサー：杉浦仁(以前は、美術制作)
- 美術制作：町山克洋
- TK：岸田純子
- 音効：ブライトンミュージック
- MA：園田智明(園田→一時離脱→復帰)、井田須美子、渡辺和也
- 編集：高田垣人、七條健司(七條→一時離脱→復帰)、小峰一輝、松葉みな未
- 編成：濱田英理子(濱田→以前は、演出)、佐藤賢志郎（BS）／白石徹太郎、造田雅之、高橋秀光、宮崎陽央、横山英士、竹内敦史(竹内→一時離脱→復帰)（地上波）
- 宣伝：小山陽介
- AD：大淵亜弓、吉田剛、中原隼、田村晃斗、石黒真志
- AP：青木恭子
- サッカーデスク：清水政夫(清水→以前は、ディレクター→サッカーデスク→一時離脱→復帰)、平田匡(以前は、ディレクター→演出→一時離脱→再びディレクターで復帰)
- ディレクター：佐渡潤(一時期演出担当してた時期あり)、飯村雅之(飯村→一時離脱→復帰)、杉山拓(祐)、前野亮太、米田祐輔、早野綾馬、内田崇之(内田→以前は、AD)、道林洋成
- チーフディレクター：飯野航(以前は、AD→ディレクター→演出)
- プロデューサー：御法川隼斗、八代田俊平(八代田→以前は、チーフプロデューサー)
- 製作著作：TBS

### 過去のスタッフ
- 構成：岩瀬公治、安田拓矢、河合秀仁、吉村幹彦
- タイトル：加藤幸男(ユキオ)
- オープニングテーマ：「Fantasista」Sensation
- TM：京屋知行、長谷川晃司(長谷川→一時離脱→復帰)、榎芳栄
- 技術：高木敏之、村田浩二
- 映像：荒木健一、金澤健一
- TD：斉(齊)藤哲也(以前は、CAM)、伊東修、望月隆(望月→以前は、映像)
- VE：橋ヶ谷美帆、平子勝隆、野上正樹、姫野雅美、島貫洋
- CAM：笹原健吾、清水陽平、荒井隆之、飯橋俊昭、南賢治
- 音声：坂井健志、渡辺秀樹、浜崎健、角田(野)彰久、菅原正巳、佐久間優
- 照明：小野寺瑞樹、正木正登、佐藤友泰、高橋章
- 美術プロデューサー：笠松和明
- 美術デザイン：浦上憲司
- 美術制作：島田孝之
- 音効：ヴァンクル、ZACK
- 編集：麻田誠、本間幸弘、林幸生、山崎和浩
- MA：岩野博昭、渡辺真義、津田のぞみ、松元祐二、山下諒
- TK：水田理佳子
- スタイリスト：吉田淳、西野文季子、中山美和、池上純子、藤澤まさみ
- 音楽協力：日音
- 編成：菅原興二、金沢景敏(金沢→以前は、AD)、佐々木威憲、長尾昇
- 宣伝：益子利昭、諏訪広子
- 制作デスク：中江大志、竹林桂子、薄井透江
- AD：須藤咲子、鈴木秀和、文字哲也、宮田陽介、里中佳、藤野信樹、中田元貴、大島和也、小林慧佑
- ディレクター：小原勝彦、白取茂一、鈴木栄蔵、山本賢樹(鈴木・山本→以前は、AD)、北村公一郎、酒井忍、本橋剛、方岡勢詞、藤森裕美、及川悟郎、島本雅彦、栗原賢治、田村順子、笠井智之、松本晃一、木村通利、岡光真吾、金森泰宏、古川祥平、川上崇文、七澤徹、園田永吉、堀江陽介/秦野宙、和栗宏紀、藤岡勇士、長生俊(長生→以前は、AD)
- 海外取材：原田政樹
- 演出：露木哲(以前は、ディレクター)
- チーフディレクター：鈴木宏
- 総合演出：前野裕之(以前は、ディレクター)
- プロデューサー：高野茂雄、水野茂、鈴木秀一、佐藤慶太(佐藤→以前は、ディレクター)、後藤健雄(後藤→以前は、ディレクター→演出→一時離脱→Pで復帰)、小野敦
- 制作プロデューサー：井野上浩司
- 番組プロデューサー：出原宏明(以前は、ディレクター)
- チーフプロデューサー：名鏡康夫(以前は、プロデューサー)

1993年の番組開始以来関わり、2度の離脱を経て、2010年4月のリニューアル時に復帰している。W杯南アフリカ大会ではTBS系列で放映された日本－パラグアイ戦のチーフプロデューサーも担当し、平均視聴率57.3%、瞬間最高視聴率64.9%といずれも同局の最高値を記録した。
- 制作：藤田要、清水等、藤澤滋彰
- 製作協力：TBS-V

## 関連グッズ
- DVDソフト「スーパーサッカー・ボレーの虎 ディレクターズカット版」（2012年1月25日発売　発売・TBS、販売・よしもとアール・アンド・シー）

コメンテーターである小倉が進行・レギュラープレーヤーとして登場するボレーシュート合戦の中から、FC東京、柏レイソル、名古屋グランパスエイト、ヴィッセル神戸、ヴァンフォーレ甲府の5チームと対戦した時の模様を完全収録したもので、更にDVDオリジナルの特典としてパトリック・エムボマと対戦した未放送対決を収録した。